# Керниця Григорій Володимирович
Григорій Володимирович Керниця (помер в 2013) — український діяч у галузі мистецтв і громадський діяч. Заслужений діяч мистецтв України.
Виходець із Перемишля.
Засновник і голова Івано-Франківського обласного суспільно-культурного товариства «Надсяння» (1993-2013). Викладач-методист Івано-Франківського державного музичного училища імені Д. В. Січинського.. 
Більше 50 років керував хорами, 2008 року приїздив до Чорткова - очолював камерний хор міського будинку вчителя з Івано-Франківська на творчому вечорі духовної музики композитора Григорія Курцеби.